# Claudia Jessie
Claudia Jessie Peyton, beter bekend als Claudia Jessie (Birmingham, 30 oktober 1989) is een Brits actrice.

## Carrière
Jessie speelde in verschillende Britse series zoals Doctors, Dixi, Bull, Call the Midwife en andere. In 2020 verscheen ze in de hitserie Bridgerton waar ze de rol van Eloise Bridgerton vertolkt. Haar bekendste rol is die van Shari uit Dixi die ze maar liefst 100 afleveringen zou spelen. Ze kreeg ook twee nominaties voor haar acteerwerk.

## Filmografie

### Films
| Jaar | Film         | Rol                   |
| ---- | ------------ | --------------------- |
| 2016 | Their Finest | Doris Cleavely / Lily |

### Series
| Jaar       | Serie                         | Rol                          | Extra    |
| ---------- | ----------------------------- | ---------------------------- | -------- |
| 2012-2013  | Doctors                       | Poppy Conroy / Kate Marshall | 13 afl.  |
| 2013       | House of Anubis               | Sophia Danae                 | 2 afl.   |
| 2013       | Casualty                      | Jenny Anover                 | 1 afl.   |
| 2013       | The Paradise                  | Mrs. Douglas                 | 1 afl.   |
| 2014-2016  | Dixi                          | Shari                        | 100 afl. |
| 2015       | WPC 56                        | WPC Annie Taylor             | 5 afl.   |
| 2015       | Jonathan Strange & Mr Norrell | Mary                         | 4 afl.   |
| 2015       | Bull                          | Faye                         | 3 afl.   |
| 2015       | Josh                          | Lucy                         | 1 afl.   |
| 2016       | Call the Midwife              | Jeanette Su                  | 1 afl.   |
| 2017       | Father Brown                  | Joan Vanderlande             | 1 afl.   |
| 2017       | Carters Get Rich              | Charity Worker               | 1 afl.   |
| 2017       | Line of Duty                  | Jodie                        | 6 afl.   |
| 2017       | Detectorists                  | Doctor Hoffman               | 1 afl.   |
| 2017       | Comedy Blaps                  | Danielle                     | 1 afl.   |
| 2017-2019  | Porters                       | Lucy                         | 9 afl.   |
| 2018       | Lovesick                      | Tasha                        | 1 afl.   |
| 2018       | Vanity Fair                   | Amelia Sedley                | 7 afl.   |
| 2018       | Doctor Who                    | Kira Arlo                    | 1 afl.   |
| 2019       | Defending the Guilty          | Nessa                        | 5 afl.   |
| 2020-heden | Bridgerton                    | Eloise Bridgerton            | 9 afl.   |

### Prijzen en nominaties
| Jaar | Prijs                      | Categorie                                                | Film/Serie | Resultaat   |
| ---- | -------------------------- | -------------------------------------------------------- | ---------- | ----------- |
| 2015 | British Soap Award         | Best Storyline                                           | Doctors    | Genomineerd |
| 2021 | Screen Actors Guild Awards | Outstanding Performance by an Ensemble in a Drama Series | Bridgerton |             |

- Gemeinsame Normdatei: 1203113374
- International Standard Name Identifier: 0000 0004 8156 1669
- Library of Congress Control Number: no2018101002
- Virtual International Authority File: 4246158005999802100006